# Cabrera d'Anoia
Cabrera d'Anoia är en kommun i Spanien.   Den ligger i provinsen Província de Barcelona och regionen Katalonien, i den östra delen av landet, 500 km öster om huvudstaden Madrid. Antalet invånare är 1 376. Arean är 17,0 kvadratkilometer. Cabrera d'Anoia gränsar till Capellades, Vallbona d'Anoia, Piera, Torrelavit, Sant Pere de Riudebitlles, Mediona och La Torre de Claramunt. 
Terrängen i Cabrera d'Anoia är platt åt sydost, men åt nordväst är den kuperad.